# Engelbertus Sterckx
Engelbertus Sterckx (ur. 2 listopada 1792 w Ophem, zm. 4 grudnia 1867 w Mechelen) – belgijski duchowny katolicki, kardynał.

## Życiorys
Święcenia kapłańskie przyjął 18 lutego 1815. Mianowany arcybiskupem Mechelen i prymasem Belgii 24 lutego 1832. Sakrę biskupią otrzymał 8 kwietnia 1832 z rąk Jean-Joseph Delplancq biskupa Tournai, a współkonsekratorami byli Cornelius Richard Antoon van Bommel biskup Liège i Jan Frans van de Velde biskup Gandawy. Kreowany kardynałem na konsystorzu 13 września 1838. Protoprezbiter Kolegium Kardynalskiego w latach 1866-1867.